# مورچه‌گیرک ریو دژانیرو
مورچه‌گیرک ریو دژانیرو (نام علمی: Myrmotherula fluminensis) نام یک گونه از سرده مورچه‌گیرک‌ها است.